# Prix William-Allan
Le prix William-Allan, décerné par la Société américaine pour la génétique humaine (en) (ASGH), a été créé en 1961 par Franz J. Kallmann en mémoire du médecin William Allan (1881-1943), l'un des premiers médecins américains à conduire des recherches sur la génétique humaine,.

## Histoire
Le prix William-Allan est décerné tous les ans pour reconnaître les carrières de chercheurs ayant apporté des contributions importantes à la connaissance de la génétique humaines.
Un prix de 5 000 $ à 25 000 $, en fonction des années d'attribution et une médaille gravée sont décernés au lauréat lors du congrès annuel.

## Lauréats
- 1962 : Newton Morton
- 1965 : James Neel
- 1967 : Vernon Ingram
- 1968 : Harry Harris
- 1969 : Jérôme Lejeune
- 1970 : Arno Multusky
- 1973 : Barton Childs
- 1974 : Curt Stern
- 1975 : Philip Levine et A. S. Wiener (co-découvreur du facteur Rhésus)
- 1977 : Victor McKusick
- 1978 : Charles Scriver
- 1979 : Clarke Fraser
- 1980 : Walter Bodmer
- 1981 : Patricia Jacobs
- 1982 : Elizabeth Neufeld
- 1983 : Frank Ruddle
- 1984 : Y. W. Kwan
- 1985 : Joseph L. Goldstein et Michael S. Brown (prix Nobel la même année)
- 1986 : Mary F. Lyon
- 1987 : Luigi Luca Cavalli-Sforza
- 1988 : Torbjörn Caspersson
- 1989 : David Botstein et Ray White
- 1990 : Kary Mullis
- 1991 : Janet D. Rowley et Alfred Knudson Jr.
- 1992 : Alec Jeffreys
- 1993 : Antonio Cao et Michael Kaback
- 1994 : Doug Wallace
- 1995 : Kurt Hirschhorn
- 1996 : Robert Elston
- 1997 : Philip Leder
- 1998 : Bert Vogelstein
- 1999 : Stephen Warren
- 2001 : Charles J. Epstein
- 2002 : Albert de la Chapelle
- 2003 : David Weatherall
- 2004 : Louis M. Kunkel
- 2005 : Francis Collins
- 2006 : Dorothy Warburton
- 2007 : Arthur Beaudet
- 2008 : Haig H. Kazazian, Jr.
- 2009 : Huntington F. Willard
- 2010 : Jurg Ott
- 2011 : John M. Opitz
- 2012 : Uta Francke
- 2013 : Aravinda Chakravarti
- 2014 : Stuart H. Orkin
- 2015 : Kay Davies
- 2016 : James F. Gusella
- 2017 : Kári Stefánsson
- 2018 : Eric S. Lander[3]
- 2019 : Stylianos E. Antonarakis
- 2020 : Mary-Claire King
- 2021 : C. Thomas Caskey[4]
- 2023 : Peter Donnelly
- 2023 : Neil Risch